# Visan
Visan is een gemeente in het Franse departement Vaucluse (regio Provence-Alpes-Côte d'Azur) en telt 1929 inwoners (2020). De plaats maakt deel uit van het arrondissement Avignon.
Visan is een van de vier dorpen van het kanton Valréas, de voormalige Enclave des papes.

## Geografie
De oppervlakte van Visan bedraagt 40,9 km², de bevolkingsdichtheid is 39,4 inwoners per km².
De onderstaande kaart toont de ligging van Visan met de belangrijkste infrastructuur en aangrenzende gemeenten.

## Demografie
Onderstaande figuur toont het verloop van het inwonertal (bron: INSEE-tellingen).